# Conseil québécois du théâtre
Le Conseil québécois du théâtre (CQT) est un organisme de promotion et de défense du théâtre au Québec. Fondé le 8 mai 1983, le CQT est basé à Montréal. L'organisme se veut fédérateur pour le milieu du théâtre québécois tout en ayant une mission de représentation des praticiens et des praticiennes et des organismes de théâtre professionnel. Le Conseil québécois du théâtre décerne chaque année deux Prix Sentinelle ("Carrière" et "Engagement durable") destinés à honorer le travail dévoué de personnes persévérantes et passionnées qui œuvrent dans l'ombre tout en étant essentielles pour les équipes artistiques. Le CQT est également très présent pour assurer la gestion de projets, la concertation, la formation et la veille dans les domaines où la transformation numérique s’avère essentielle pour le secteur théâtral, que ce soit pour soutenir sa découvrabilité et son rayonnement numérique, la création à l'aide des nouvelles technologies ou encore la performance organisationnelle.     

## Histoire
La création du Conseil québécois du théâtre est le résultat d'une prise de conscience, au début des années 1980, du milieu des théâtres non institutionnels au Québec qui font face à des décisions controversées du Ministère des Affaires culturelles concernant la subvention d'organismes consacrés à la culture. Le 13 septembre 1979, une trentaine d'artisans de théâtre décide de créer un comité ayant pour objectif de mettre en place un front commun afin de réagir  « contre l'ingérence grandissante de l'État dans la création théâtrale au Québec ». En effet, le Comité du 13 septembre s'inquiète d'une situation de dépendance des artisans du théâtre face à des décisions arbitraires de l'administration quant à l'attribution des subventions, avec un sentiment de punition ou de récompense « au gré des saisons ».     
Le 3 février 1980, après plusieurs discussions, près de 250 personnes se réunissent dans le but d'émettre des recommandations et des propositions, tout en confiant à un petit comité la mission d'organiser des États généraux du théâtre professionnel. Les États généraux ont lieu du 4 au 9 novembre 1981 à l'École nationale de théâtre et à la salle Port-Royal de la Place des Arts. Ils regroupent environ 450 personnes venues de toutes les régions du Québec, de toutes générations et de nombreuses professions reliées au milieu du théâtre. Parmi la soixantaine de propositions issues de plusieurs sous-comités avant les États généraux figure la création du Conseil québécois du théâtre qui voit le jour le 8 mai 1983, un an et demi après la tenue de cet événement important. Le nouvel organisme permet au milieu du théâtre québécois d'être le premier secteur des arts d'interprétation à proposer une représentation des professionnels tout en défendant leurs intérêts supérieurs et la diversité du milieu.

## Mission et valeurs
La mission du Conseil québécois du théâtre est de « réunir et représenter les praticien.ne.s et les organismes de théâtre professionnel du Québec afin de favoriser le développement et le rayonnement de l’art théâtral dans toute sa diversité. »
De plus, dans son objectif de représentation de la communauté théâtrale, le Conseil québécois du théâtre remplit les mandats suivants :
- Animer la communauté et débattre autour des axes de développement de l’art théâtral.
- Représenter ses intérêts auprès des instances civiles, publiques et politiques.
- Documenter les conditions et les enjeux de la pratique professionnelle.
- Informer et favoriser la concertation avec les artistes, les praticiens et les organismes.
- Promouvoir l’importance de l’art théâtral dans la société.
- Offrir des services spécifiques répondant à ses besoins.

Le CQT défend également des valeurs fondamentales qui sont :
- La solidarité en lien avec la réalité diverse du milieu théâtral et au travers d'engagements dans l'intérêt de la communauté.
- L'intégrité par ses actions et sa relation avec autrui et d'autres organismes, ceci en collant à une éthique tout en respectant les lois, les règlements et les procédures.
- La transparence en faisant preuve de franchise, d'honnêteté et d'ouverture envers le milieu théâtral et ses membres, favorisant ainsi une mutualité dans la confiance.
- L'adaptabilité par sa capacité à répondre de manière réflexive aux évolutions constantes de la société tout en développant une proactivité dans ses interventions, en les modulant pour le bénéfice du milieu théâtral.
- La collégialité qui implique d'exercer le mandat de l'organisme de manière démocratique et un esprit d'ouverture.

## Organisation et financement

### Organisation
Le Conseil québécois du théâtre est dirigé par un conseil d'administration constitué de membres professionnels, corporatifs et associatifs. Depuis novembre 2023, le conseil d'administration du CQT est présidé par deux coprésidentes, Véronique Pascal et Michelle Parent. Des membres professionnels agissent à titre d'officiers et l'organisme possède un secrétariat ainsi qu'une trésorerie. Enfin, une personne membre assure la vice-présidence du comité des membres associatifs. Pour son fonctionnement, l'organisme peut compter sur une équipe de dix personnes avec Caroline Gignac en tant que directrice générale.

#### Présidences et directions passées
Depuis sa fondation, le Conseil québécois du théâtre a été présidé ou, depuis 2016, occasionnellement coprésidé, par les personnes suivantes:
- Jean-Luc Bastien (1983-1986)
- Catherine Bégin (1986-1990)[7]
- Normand Chouinard (1990-1994)
- Louisette Dussault (1994-1996)
- Gilles Pelletier (1996)
- Alain Fournier (1996-2000)
- Pierre MacDuff (2000-2003)
- Paul-Antoine Taillefer (2003-2005)
- Martin Faucher (2005-2009)
- Sylvain Massé (2009-2012)
- Dominique Leduc (2012-2013)
- Jean-Léon Rondeau (2013-2016)
- Brigitte Haentjens et David Lavoie (2016-2018)
- Geoffrey Gaquère et Julien Sylvestre (2018-2019)
- Anne Trudel (2019-2021)
- Laurence Régnier et Rachel Morse (2022-2023)

La direction générale du Conseil québécois du théâtre a été tenue tour à tour par les personnes suivantes:
- Pierre MacDuff (1983-1991)[8]
- Pierre Rousseau (1991-1994)
- Michel Beauchemin (1995)
- Dominique Violette (1995-2000)
- Raymonde Gazaille (2000-2007)
- Robert Gagné (2007-2008, intérim)
- Martine Lévesque (2008-2011)
- Hélène Nadeau (2011-2016)
- Sylvie Meste (2016-2020)
- Paul Langlois (2020 par intérim)[9]
- Catherine Voyer-Léger (2020-2023)[10]
- Danielle Thibault (2022-2023 par intérim)[11]

### Financement
Le Conseil québécois du théâtre bénéficie du soutien financier de plusieurs partenaires: le Conseil des arts et des lettres du Québec, le Conseil des arts de Montréal, le Conseil des arts du Canada. Dans le cadre des activités liées à la formation continue, le CQT bénéficie du soutien financier du Gouvernement du Québec à travers Emploi Québec et de Compétence Culture à travers le Comité sectoriel de main-d’œuvre en culture.

### Plan directeur 2022-2033
Le 10 novembre 2022, en présence du ministre de la Culture et des Communications Mathieu Lacombe, le Conseil québécois du théâtre présente son plan directeur 2023-2033 axé sur huit chantiers prioritaires et six dimensions. C'est la première fois que des consultations d'une telle ampleur sont organisées avec l'objectif d'avoir une portée la plus importante possible pour le milieu du théâtre québécois. Le document de 110 pages préconise 250 actions à mettre en place au cours de la décennie. Les chantiers prioritaires sont : les conditions de travail des artistes, les conditions associées à la production et la création, le développement des différents publics, la place faite à la relève, la diversité et l'inclusion, la fidélisation du jeune public, la circulation des œuvres sur le territoire québécois et une importance donnée à l'écoresponsabilité. De plus, le plan d'action est divisé en six dimensions : la dimension artistique, l'écosystème théâtral, les personnes, les territoires, les différents publics, et les organisations.

## Activités

### Journée mondiale du théâtre
Créée en 1961 par l'Institut international du théâtre, initiative de l'Unesco, la Journée mondiale du théâtre est célébrée chaque année le 27 mars par l'ensemble de la communauté théâtrale planétaire. Célébré pour la 1re fois le 27 mars 1962, l'événement vise à «promouvoir la forme artistique à travers le monde, sensibiliser les gens à la valeur de la forme artistique, permettre aux communautés de danse et de théâtre de promouvoir leur travail à grande échelle afin que les leaders d'opinion connaissent la valeur de ces formes et les soutiennent et profiter de la forme artistique pour son propre bien». Chaque année dans le cadre de cette journée, l'Institut international du théâtre diffuse un message par l'intermédiaire d'une figure emblématique qui partage ses réflexions sur l'art théâtral et fait la promotion d'une culture de paix. Pour les éditions 2000 et 2008, ce sont respectivement les Québécois Michel Tremblay et Robert Lepage qui ont eu l'honneur et le privilège de diffuser ce message. 
Au Québec, le Conseil québécois du théâtre propose son propre message afin d'honorer la dramaturgie québécoise tout en soulignant l'importance de l'art théâtral dans l'identité et la culture d'une nation. Le message est confié à une personnalité du théâtre qui permet de rendre hommage à la contribution du théâtre québécois pour le rayonnement du Québec et du Canada à l'échelle internationale.  

### Prix Sentinelle

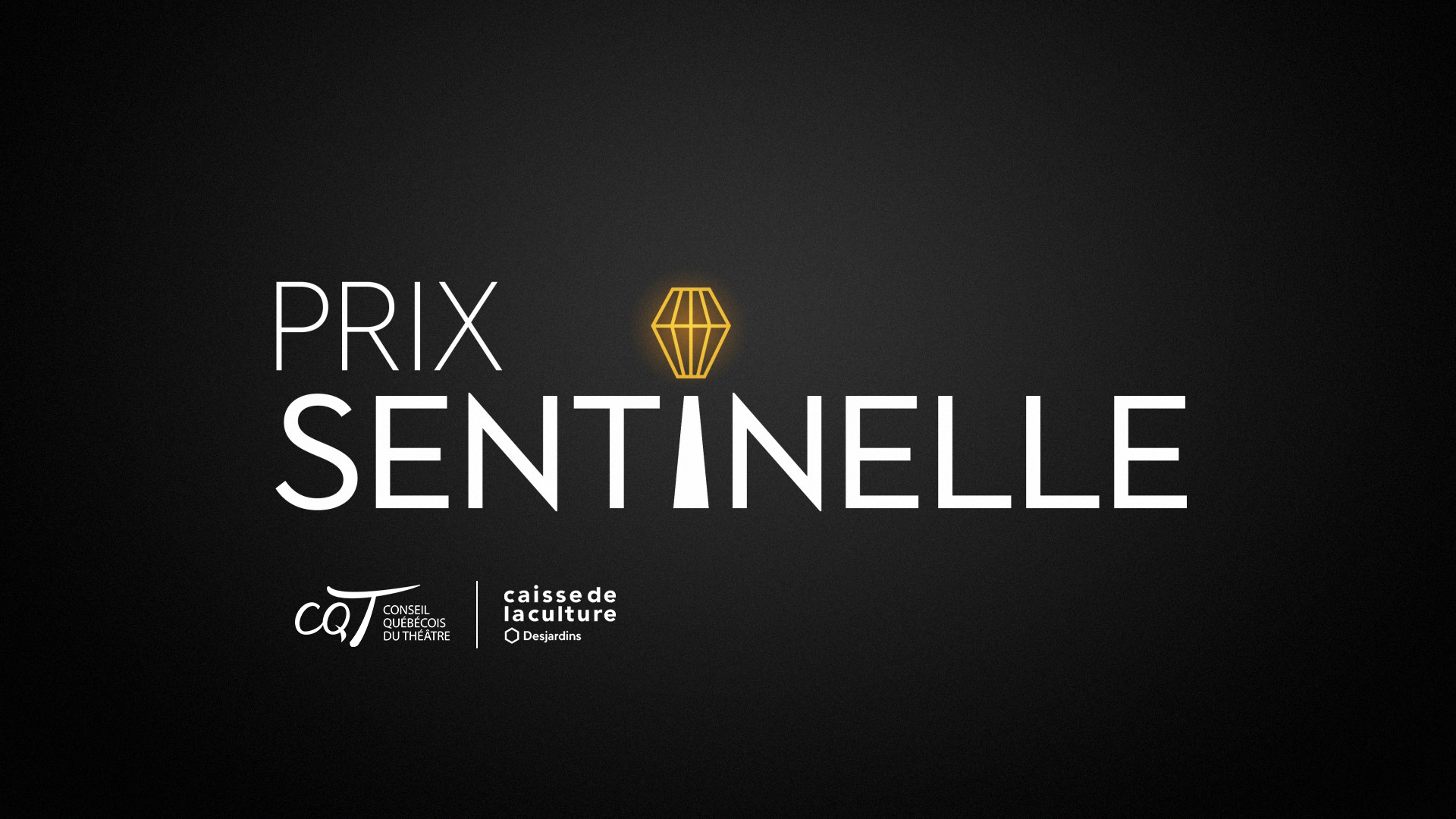
Le logo du Prix Sentinelle, décerné chaque année

Créé en 2013 à l'occasion des 30 ans du Conseil québécois du théâtre, le Prix Sentinelle est décerné chaque année à des travailleurs passionnés qui agissent dans l'ombre du milieu artistique théâtral. L'organisme honore ainsi des personnes qui occupent des «fonctions qui font partie du large éventail des professions œuvrant au sein du milieu théâtral, tels les postes de direction, d'administration, de communication, de diffusion, de production, de technique et de médiation.»
Le nom du prix fait référence à la veilleuse utilisée dans les théâtres lors des répétitions ou après les représentations alors que la salle de spectacle est plongée dans l'obscurité. Cette veilleuse est appelée une sentinelle (aussi parfois une servante). En faisant référence à cet objet, le Conseil québécois du théâtre illustre les travailleurs culturels toujours présents, passionnés et persévérants, appuis indéfectibles auprès des artistes qu’ils accompagnent.   
Les sentinelles sont l’œuvre de l’artiste Jonas Veroff Bouchard, scénographe, concepteur d'accessoires, d'éclairage et lampistes. Chaque prix Sentinelle, œuvre unique, est fabriqué à partir de matériaux recyclés.    
Prix Sentinelle - Carrière
- 2023: Pierre Tremblay
- 2022: Jean-Guy Côté
- 2021: Eudore Belzile
- 2020: Chuck Childs
- 2019: Anne-Marie Provencher
- 2018: Alain Grégoire
- 2017: Louise Duceppe
- 2016: Louisette Charland
- 2015: Marc Goudreau
- 2014: Marthe Boulianne
- 2013: Jacques Vézina

Prix Sentinelle - Engagement durable
- 2023: Nicolas Fortin
- 2022: Manon Claveau
- 2021: Emma Tibaldo
- 2020: Caroline Lavoie
- 2019: Jasmine Catudal
- 2018: Mellissa Larivière
- 2017: Michel Tremblay
- 2016: Samuel Patenaude
- 2015: Marcelle Dubois
- 2014: Marie-Hélène Falcon
- 2013: David Lavoie

### Numérique
Le Conseil québécois du théâtre est très actif sur la question de la place du numérique au sein du milieu théâtral au Québec. L'organisme possède un comité numérique chargé de construire une stratégie numérique pour le CQT et outiller le secteur théâtral sur cet aspect. Le comité, composé de huit membres en 2022, émet des avis consultatifs sur des sujets et projets numériques structurants pour le milieu théâtral. 
En outre, le CQT adhère au Réseau des agents de développement numérique (ADN) créé en avril 2019 par Nathalie Roy, alors ministre de la Culture et des Communications et responsable de la Langue française. Annoncé lors du 3e Forum des innovations culturelles, il s'agit d'un « réseau pan-québécois d'agents de développement culturel numérique (ADN) ! Au service des organisations nationales, sectorielles et régionales du milieu des arts et de la culture, ce sont près de 50 agents qui ont comme principale mission d'accompagner et de développer les compétences numériques du milieu ». 

### Formation continue
L'équipe du Conseil québécois du théâtre possède une offre de formation continue qui permet au milieu théâtral d'avoir accès à plusieurs volets de perfectionnement professionnel: un volet régional qui se concentre sur Montréal, un volet multirégional et un volet transversal. Le site internet du CQT propose un catalogue de formations avec la politique de formation continue qui « permet aux artistes et travailleurs culturels, salariés ou autonomes, de développer leurs compétences dans le but de perfectionner leur pratique de travail et de création artistique ». 

## Actions politiques
Dans le cadre de son mandat de représentation des intérêts du milieu du théâtre québécois, le Conseil québécois du théâtre met en place des activités visant à «outiller le milieu, visibiliser ses préoccupations et enjeux ainsi que connaître les engagements des partis politiques en ce qui a trait aux arts et à la culture, et plus spécifiquement à l’égard du théâtre». Ces activités sont particulièrement importantes durant les périodes électorales, que ce soit au niveau fédéral, provincial ou municipal. De plus, pour répondre aux grandes difficultés rencontrées durant et à la suite de la pandémie de Covid-19, le comité stratégique du CQT crée en juin 2020 l'infolettre stratégique issue de rencontres du comité toutes les deux semaines. Cette infolettre a pour objectif d'informer le milieu du théâtre et les membres du Conseil québécois du théâtre sur les positions à défendre dans le cadre de rencontres avec le milieu politique. 

## Équité, diversité et inclusion
Dans une volonté de représentation de l'ensemble de la communauté théâtrale québécoise, le Conseil québécois du théâtre se préoccupe des enjeux d’équité, de diversité et d’inclusion. Dans cette optique, un Comité théâtre et diversité culturelle a été fondé en 2016 avec pour objectif de créer un espace de concertation au sein duquel les membres réfléchir et proposer à des stratégies et des mesures qui permettent la construction d'une communauté théâtrale plus représentative des diverses identités, expressions et réalités. Le CQT organise dans ce cadre des événements comme une agora consacrée à la diversité culturelle (2021), un webinaire sur les publics minoritaires, ou encore produit un rapport de recherche sur la présence des artistes autochtones et de la diversité dans les productions théâtrales au Québec. Enfin, le CQT appuie ou copublie des rapports et des études en lien avec les questions de diversité, d'équité et d'inclusion.

## Soutien à la relève
Sensible aux enjeux de la relève dans le milieu du théâtre, le Conseil québécois du théâtre a mis en place plusieurs projets et événements visant à soutenir le futur du théâtre québécois. Dans le cadre du 400e anniversaire de la naissance de Molière, le Chantier Molière, financé par le Ministère de la Langue française du Québec, souligne et célèbre la grande richesse de la langue française telle qu’elle s’exprime dans le théâtre québécois. Il est divisé en trois volets : le Camp d'entraînement de la relève théâtrale : Une transition vers la pratique, la Programmation spéciale pour la plateforme Théâtrophone: «La langue de Molière dans mes oreilles», et le Colloque « La langue de qui ? Colloque sur les écritures théâtrales francophones au XXIe siècle ».
Au printemps 2022, l'organisme publie une lettre ouverte à la relève rédigée par la table de concertation de la relève du CQT. Cette lettre a pour objectif de faire le point sur les difficultés du théâtre québécois et les défis de la relève après deux années très difficiles causées par la pandémie de Covid-19. 

## Publications et ressources

### Campagne: Rendez-vous théâtre
En mai 2022, afin de faciliter la promotion et le rayonnement du théâtre québécois et favoriser la relance à la suite de la pandémie de Covid-19, le Conseil québécois du théâtre lance la campagne Rendez-vous théâtre, financée par le ministère de la Culture et des Communications du Québec. L'objectif est, par l'intermédiaire d'une campagne de communication et de publicité (avec Anne-Marie Cadieux en tant qu'ambassadrice officielle), d'inciter le public à fréquenter de nouveau les salles de spectacles. Le site rendezvoustheatre.ca permet de consulter l'offre des représentations disponibles et de proposer des forfaits, abonnements et formules afin d'assister aux pièces de théâtre.  

### Politique du CQT contre le harcèlement en milieu de travail
Le Conseil québécois du théâtre a mis en place une politique visant à lutter contre le harcèlement et les agressions en milieu du travail. Cette politique s'applique tant en interne (direction, employés, gestionnaires et bénévoles) qu'à l'externe avec les partenaires de l'organisme.